# آب‌انبار چهاربرج
آب‌انبار چهاربرج مربوط به سده‌های متأخر دوران‌های تاریخی پس از اسلام است و در شهرستان قم، بخش مرکزی، روستای چهاربرج واقع شده و این اثر در تاریخ ۹ بهمن ۱۳۸۶ با شمارهٔ ثبت ۲۰۷۱۲ به‌عنوان یکی از آثار ملی ایران به ثبت رسیده است.